# 1746 Brouwer
Az 1746 Brouwer (ideiglenes jelöléssel 1963 RF) egy kisbolygó a Naprendszerben. Az Indianai Egyetem fedezte fel 1963. szeptember 14-én.